# Stortjärnen (Piteå socken, Norrbotten, 727636-172814)
Stortjärnen är en sjö i Piteå kommun i Norrbotten och ingår i Lillpiteälvens huvudavrinningsområde. Sjön är 9,7 meter djup, har en yta på 0,0891 kvadratkilometer och befinner sig 196,3 meter över havet.

## Delavrinningsområde
Stortjärnen ingår i det delavrinningsområde (727606-172797) som SMHI kallar för Utloppet av Stortjärnen. Medelhöjden är 198 meter över havet och ytan är 0,3 kvadratkilometer. Det finns inga avrinningsområden uppströms utan avrinningsområdet är högsta punkten. Vattendraget som avvattnar avrinningsområdet har biflödesordning 3, vilket innebär att vattnet flödar genom totalt 3 vattendrag innan det når havet efter 40 kilometer. Avrinningsområdet består mestadels av skog (66 procent). Avrinningsområdet har 0,09 kvadratkilometer vattenytor vilket ger det en sjöprocent på 28,9 procent.